# Veronica brassii
Veronica brassii är en grobladsväxtart som först beskrevs av Francis Whittier Pennell, och fick sitt nu gällande namn av Albach. Veronica brassii ingår i släktet veronikor, och familjen grobladsväxter. Inga underarter finns listade i Catalogue of Life.